# Палвин, Барбара
Ба́рбара Спроус (англ. Barbara Sprouse; род. 8 октября 1993, Будапешт) — венгерская модель. С 2019 по 2021 года была моделью, «ангелом» компании Victoria's Secret.

## Биография
Барбара Палвин родилась 8 октября 1993 года в Будапеште в семье Бенса и Агнес Палвин, которые имели обувной бизнес. У неё есть старшая сестра Анита Палвин . В 13 лет Барбару обнаружил представитель модельного агентства Icon Model Management, который стал её менеджером. Он пригласил девушку на тестовые съёмки, и по его заверениям они должны были стать простой формальностью.
С 2006 года Барбара работала в Азии. Снималась для японского журнала Spur. С тех пор она появлялась на обложках таких модных журналов, как L'Officiel, Vogue, Marie Claire, Glamour, Elle, Allure, Harper's Bazaar и Jealouse Magazine. Палвин являлась лицом рекламных кампаний таких брендов, как Armani Exchange, H&M, Victoria's Secret и Pull & Bear.
В 2009 году начала сотрудничать с крупнейшим международным модельным агентством IMG, благодаря чему её карьера начала набирать стремительные обороты.
Главным дебютом Барбары стало шоу Prada в Милане на показе осенне-зимней коллекции, который состоялся в феврале 2010 года. После этого её карьера стремительно пошла вверх. Впоследствии она была приглашена участвовать в показах модных домов Nina Ricci, Giles, Miu Miu, Louis Vuitton, Emanuel Ungaro, Jeremy Scott, Etro.
Во время парижской недели моды в 2010 году Барбара участвовала в показах Vivienne Westwood и Chanel.
В 2012 году Барбара была приглашена на итоговый показ Victoria's Secret, в феврале того же года она стала послом бренда L'Oréal .
В 2013 году она заняла 23 место в рейтинге The Money Girls по версии сайта models.com.
В 2014 году Барбара снялась в фильме «Геракл».
В 2016 году сотрудничала с Sports Illustrated Swimsuit . В том же году заняла 4-е место в рейтинге Maxim Hot 100. Является второй по популярности моделью по версии сайта Tumblr.
В 2018 году Барбара стала лицом аромата Nina Ricci, «Bella». В том же году она участвовала в показе компании нижнего белья Victoria’s Secret, а 14 марта 2019 года стала одним из «ангелов» Victoria's Secret. В 2021 году перестала быть лицом компании.
Поскольку фигура Палвин не соответствует модельным стандартам, в СМИ она была причислена к движению Бодипозитив.
Палвин также является лицом фирменного аромата Giorgio Armani «Acqua di Gioia».
Её часто сравнивают с российской моделью, Натальей Водяновой. Редактор британского Vogue, Миранда Алмонд, как-то сказала:
Мы выбрали Барбару, потому что она выглядит изысканно, смесь молодой Брук Шилдс и Натальи Водяновой.
По признанию самой Барбары, её любимыми моделями являются Наталья Водянова и Кейт Мосс.

## Личная жизнь
С 2007 по 2010 находилась в отношениях с Кристофом Сомфаи.
С 2018 года встречается с актёром Диланом Спроусом. Пара жила в Бруклине до 2018 года, после чего расположилась в Лос-Анджелесе. В июне 2023 года они сообщили о помолвке. В июле 2023 года они поженились в Венгрии. Вторая свадьба состоялась в сентябре в США.